# Robert P. Bass
Robert Perkins Bass, född 1 september 1873 i Chicago, Illinois, död 21 juli 1960 i Peterborough, New Hampshire, var en amerikansk republikansk politiker. Han var New Hampshires guvernör 1911–1913.
Bass utexaminerades 1896 från Harvard University och tillträdde 1905 som ledamot av New Hampshires representanthus. Han var sedan ledamot av New Hampshires senat 1909–1910.
Bass efterträdde 1911 Henry B. Quinby som guvernör och efterträddes 1913 av Samuel D. Felker. Bass avled 1960 och gravsattes i Peterborough. Sonen Perkins Bass var ledamot av USA:s representanthus 1955–1963 och även sonsonen Charles Bass var ledamot av USA:s representanthus 1995–2007 samt 2011–2013.